# Remigia xylomiges
Remigia xylomiges är en fjärilsart som beskrevs av Pieter Cornelius Tobias Snellen 1880. Remigia xylomiges ingår i släktet Remigia och familjen nattflyn. Inga underarter finns listade.